# 鑑別診斷
指的是將某個特定疾病從其他展現類似症狀的疾病中區分開來。醫師對病患作鑑別診斷，診斷特定的疾病，或著至少消除立即致命的情况。有時每個可能的病因都被稱為一個鑑別診斷（例如：在評估咳嗽時，支氣管炎可能是一個鑑別診斷，但最終的診斷是流行性感冒）。
更一般的說，鑑別診斷程序是一種系統化的診斷方法，將某個原因從其他多個選擇中辨識出來。這種方法本質上是消去的過程，或者是將其他選擇的可信機率縮減到可以忽略的程度。使用的證據包括症狀、家族病史、醫學知識、實證醫學，用以調整各種病因的可信度。